# Prix de Flore

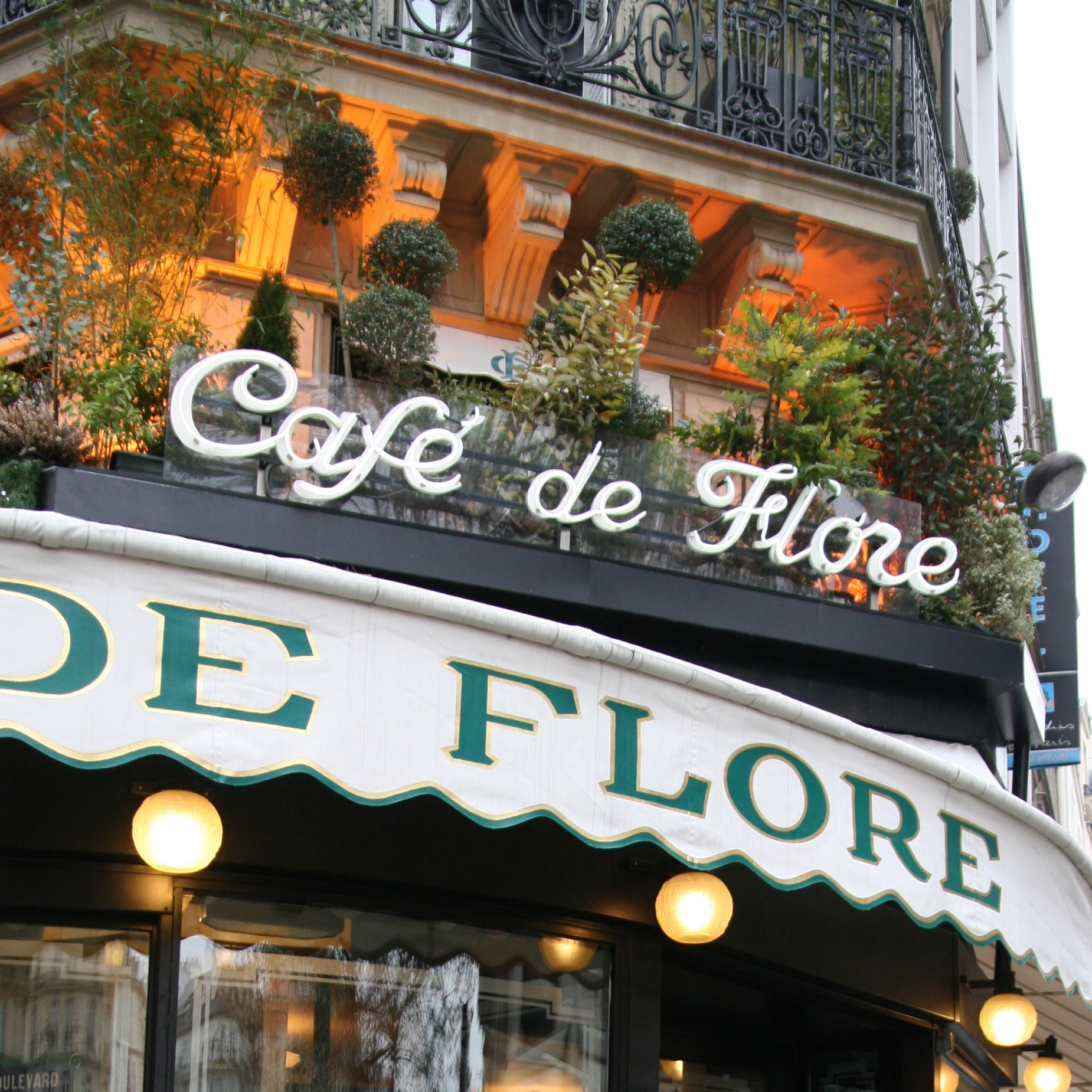
Die Preisverleihung des Prix de Flore findet jeweils im Café de Flore in Paris statt.

Der Prix de Flore ist ein französischer Literaturpreis, der 1994 von dem Schriftsteller Frédéric Beigbeder ins Leben gerufen wurde. Die Jury setzt sich aus Journalisten zusammen. Die Preisverleihung findet jährlich im November im  Café de Flore in Paris statt. Prämiert werden französischsprachige Werke junger Autoren. Diese können auch aus dem Ausland stammen, wie etwa Bruce Benderson 2004 und Abdellah Taïa 2010. Der Sieger erhält einen Scheck über 6100 Euro und dazu ein Glas Pouilly-Fumé mit seinem eingravierten Namen, das während eines Jahres beliebig oft nachgefüllt werden kann.

## Preisträger
- 1994: Vincent Ravalec, Cantique de la racaille
- 1995: Jacques A. Bertrand, Le Pas du loup
- 1996: Michel Houellebecq, Le Sens du combat (Der Sinn des Kampfes)
- 1997: Philippe Jaenada, Le Chameau sauvage
- 1998: Virginie Despentes, Les Jolies choses (Pauline und Claudine)
- 1999: Guillaume Dustan, Nicolas Pages
- 2000: Nicolas Rey, Mémoire courte
- 2001: Christophe Donner, L’Empire de la morale
- 2002: Grégoire Bouillier, Rapport sur moi
- 2003: Pierre Mérot, Mammifères (Säugetiere)
- 2004: Bruce Benderson, Autobiographie érotique
- 2005: Joy Sorman, Boys boys boys
- 2006: Christine Angot, Rendez-vous
- 2007: Amélie Nothomb, Ni d’Ève ni d’Adam
- 2008: Tristan Garcia, La Meilleure Part des hommes
- 2009: Simon Liberati, L’Hyper Justine
- 2010: Abdellah Taïa, Le jour du Roi
- 2011: Marien Defalvard, Du temps qu’on existait
- 2012: Oscar Coop-Phane, Zénith-Hôtel
- 2013: Monica Sabolo, Tout cela n'a rien à voir avec moi
- 2014: Aurélien Bellanger, L'Aménagement du territoire
- 2015: Jean-Noël Orengo, La Fleur du Capital
- 2016: Nina Yargekov, Double Nationalité
- 2017: ex aequo: Pierre Ducrozet, L’invention des corps und Zarca, Paname Underground
- 2018: Raphaël Rupert, Anatomie de l’amant de ma femme
- 2019: Sofia Aouine, Rhapsodie des oubliés
- 2020: Thibault de Montaigu, La grâce
- 2021: Abel Quentin, Le Voyant d’Étampes
- 2022: Joffrine Donnadieu, Chienne et Louve
- 2023: Maria Pourchet, Western